# Blade Loki
Blade Loki est un groupe de ska punk polonais, originaire de Wrocław.

## Biographie
Le groupe est formé en 1992 et originaire de Wrocław. Depuis cette date, Andrzej Dudzic reste seul membre constant depuis la création du groupe. Leur premier album, Młodzież olewa, est publié en 1995.
En 2009 sort l'album Torpedo los!!!. Après avoir terminé les enregistrements, la chanteuse du groupe, Agata Polic, quitte le groupe. Elle déclare qu'à cette époque : « je suis partie vivre à l'étranger parce que j'étais tombé amoureuse. » Elle revient au sein du groupe en 2010 expliquant que « l'amour n'engendre aucun revenu financier, il fallait plus. »
En 2012, le groupe célèbre sa vingtième année d'existence avec une grande tournée nationale polonaise. En septembre cette même année, le groupe publie l'album Frruuu, qui comprend treize morceaux. Pour Agata Polic, l'album est « le plus cohérent et le meilleur du groupe en date. » L'album traite de sujets tels que la violence envers les femmes et les idéaux du punk rock. 
En 2015, Polic quitte à nouveau le groupe. Après un long silence, Blade Loki publie par surprise un nouveau single intitulé Podwodny à la fin 2016 ; il fait participer la nouvelle chanteuse du groupe, Aneta Adamek. Les enregistrements ont pris place en août 2016 au Perlazza Studio. Podwodny est l'un des quatre morceaux enregistrées durant cette session. En février 2017, ils publient un autre single intitulé Naszym imieniem. En ce début d'année 2017, le groupe annonce des concerts en Pologne et à l'étranger. En mai 2017, Blade Loki entrera au studio Perlizz pour enregistrer les dernières pistes de leur nouvel album à venir attendu pour la seconde moitié de 2017.

## Membres

### Membres actuels
- Aneta – chant (depuis 2015)[4]
- Andrzej Dudzic – guitare basse (depuis 1992)
- Twurca – guitare (depuis 1995)
- Norbas – claviers (depuis 2002)
- Wojciech « Pucek » Włusek – percussions (depuis 2014)
- Daniel Wrona – trompette (depuis 2003)
- Lisu – trombone (depuis 2004)

### Anciens membres
- Adam « Zwierzak » Moszyński - percussions (2006-2014)
- Agata Polic – chant (1999-2009, 2010-2015)
- Agnieszka « Majka » Niemczynowska – chant (2009-2010)
- Magda Hycka – chant (1992-1997)
- Jarek « Jaras » Dudrak – percussions (2003-2006)
- Krzysztof Bielicki – guitare (1992)
- Witek « Witja » Poźniak - percussions (1993-2000)
- Irek Poniedziałek – guitare (1992-1995)
- Przemek Kołodziejczak – saxophone (1997-2001)
- Marek « Siekierka » Sieroszewski - percussions (2000-2001)
- Piotr Selwesiuk – trombone (1997-2002)
- Mateusz Wysłucha (2001-2002)
- Grzegorz Kaczmarek - percussions (2001-2003)
- Ania Kużas - trombone (2002-2003)

## Discographie
- 1995 : Młodzież olewa (Silver-Ton)
- 2000 : Blada płyta (S.P. Records)
- 2002 : psy i koty (W Moich Oczacha)
- 2006 : ...no pasaran (S.P. Records)
- 2009 : Torpedo los!!! (S.P. Records)
- 2012 : Frruuu